# Lech Ciupa
Lech Wojciech Ciupa (ur. 14 lutego 1940 w Kole, zm. 2 czerwca 2024) – polski polityk i ekonomista, poseł na Sejm PRL IX kadencji.

## Życiorys
Syn Władysława i Janiny. W 1964 wstąpił do Polskiej Zjednoczonej Partii Robotniczej. Pełnił do 1968 szereg funkcji w Związku Młodzieży Socjalistycznej. Należał też do Związku Młodzieży Polskiej i Towarzystwa Przyjaźni Polsko-Radzieckiej. W latach 1965–1968 pracował w Fabryce Materiałów i Wyrobów Ściernych w Kole. Skończył Akademię Ekonomiczną w Poznaniu i Akademię Nauk Społecznych przy KC KPZR w Moskwie, uzyskując tytuł doktora nauk ekonomicznych. Związany z uczelnią do 1974, był tam sekretarzem Podstawowej Organizacji Partyjnej PZPR.
Od 1968 pracował w Komitecie Wojewódzkim PZPR w Poznaniu (jako instruktor i starszy instruktor, a od 1974 był zastępcą kierownika Wydziału Organizacyjnego), zaś w okresie 1975–1989 w KW PZPR w Koninie, gdzie był do 1980 sekretarzem, a w latach 1980–1989 I sekretarzem. Zasiadał w Komisji Węglowej w Komitecie Centralnym PZPR. Od lipca do października 1980 był radcą w Polskim Przedstawicielstwie przy Radzie Wzajemnej Pomocy Gospodarczej w Moskwie.
W latach 1976–1980 był wiceprzewodniczącym Wojewódzkiej Rady Narodowej. Należał do Patriotycznego Ruchu Odrodzenia Narodowego. Od 1985 do 1989 pełnił mandat posła na Sejm PRL IX kadencji z okręgu Konin. Zasiadał w Komisji Współpracy Gospodarczej z Zagranicą oraz w Komisji Nadzwyczajnej do rozpatrzenia projektu ustawy Prawo o stowarzyszeniach oraz projektów ustaw dotyczących związków zawodowych.
Zmarł 2 czerwca 2024. Został pochowany na cmentarzu rzymskokatolickim w Kole.
Otrzymał Order Odrodzenia Polski i Złoty Krzyż Zasługi.